# حوزه انتخابیه یازدهم نیویورک
حوزه انتخابیه یازدهم نیویورک یک حوزه انتخابیه مجلس نمایندگان آمریکا است که در ایالت نیویورک قرار دارد.